# Библиотека Института экспериментальной медицины
Библиотека Института экспериментальной медицины — памятник архитектуры. Расположен в Петроградском районе Санкт-Петербурга, современный адрес дома — улица Академика Павлова, 12.
Как учреждение она началась с 500 томов, подаренных А. П. Ольденбургским, и изначально, как и многие другие отделы, размещалась в одном из деревянных особняков, стоявших на участке до приобретения его под нужды Института. Директор библиотеки В. Г. Ушаков неоднократно ходатайствовал о постройке специализированного здания, и добился того, что на строительство были перенаправлены деньги, изначально выделенные для устройства бактериологического отдела. 40 000 рублей на постройку пожертвовал С. Виноградов.
Библиотека была последней постройкой Григория Люцедарского в Санкт-Петербурге. Проект был поручен ему как штатному технику Института. Ушаков разработал схему функционирования библиотеки, участие в проекте принимал директор Института В. В. Подвысоцкий, для определения расположения и размеров помещений (с запасом на будущее для книгохранилища) была собрана специальная комиссия. Первые варианты были сделаны в мае-июне 1910 года, в них у здания была иная конфигурация, а вход был оформлен как ротонда с парными трёхчетвертными колоннами. Переоформление здания было связано в том числе с необходимостью создания стены для входного портала; переработанный проект был направлен в Техническо-строительный комитет МВД 1 марта 1911 года. 15 марта 1911 года проект был отвергнут по различным причинам, среди которых, в частности, было указано, что «форма плана … вычурная … фасад … не соответствует назначению здания». 21 марта Люцедарский вместо того, чтобы кардинально переделывать проект, подготовил письменные возражения и заручился поддержкой А. П. Ольденбургского; однако же он увеличил объём вестибюля, добавил на него узкие окна, добавил аркатурный пояс на щипец, снизил потолки книгохранилища, разбив его на 4 этажа вместо 3, и заменил вид окон; 30 апреля 1911 года этот проект был утверждён. Подрядчиком выступил К. К. Станишевский, официально библиотека была открыта 21 февраля 1913 года в честь 300 лет царствования Романовых, хотя доделки продолжались ещё до лета.
Здание стилистически не связано с остальными постройками института. У него свободная композиция, с разных сторон оно воспринимается по-разному. Со стороны изгиба улицы видны прямоугольный четырёхэтажный объём с частыми окнами (книгохранилище) и полукруглый выступ читального зала с широкими арочными окнами, вдвое меньший по высоте. Со стороны сада здание иррегулярно (что соответствует разбивке на помещения), с различными окнами и крышами. Стены покрыты шероховатой штукатуркой и украшены майоликой — в частности, из неё сложен входной портал, дополнительно украшенный гербом России и фигурами архангелов (в советское время композиция была уничтожена, но восстановлена во время реставрации 2013 года; аналогичную композицию Покровский разместил на фасаде Государственного банка в Нижнем Новгороде); над порталом идёт пояс аркатуры, по сторонам у выступов сделаны остроконечные щипцы. Майолика, созданная фирмой П. К. Ваулина и О. О. Гельдвейна, изначально была размещена на деревянном павильоне русского отдела дрезденской Международной гигиенической выставки, спроектированном В. А. Покровским. Ещё до открытия выставки В. В. Подвысоцкий, генеральный секретарь русского отдела, договорился о повторном использовании майолики, с этого же павильона были перенесены дубовые двери. По сторонам портала стоят невысокие колонки, украшенные ромбической плетёнкой, над ними расположены двуглавые орлы (или же сирины), от которых идёт широкий архивольт с листвой и розетками; поле внутри этой арки заполнено подобными сердцам фигурами, растительными узорами и птицами. Использованы синий, голубой, зелёный, жёлтый, коричневый и красный цвета. Вокруг непосредственно двери идут тонкие арочки, вокруг портала идёт гладкая кайма белого кафеля с единорогом и грифоном. Кроме того, по бокам от портала были две мраморные доски, сделанные в мастерской Я. И. Филотея, а на стенах были расположены керамические доски с именами деятелей медицины и естествознания. Также керамика использована в оформлении утилитарных элементов — подоконных сливов, дымовых труб; изразцы вкраплены в стены книгохранилища и читального зала. На мраморных досках сделаны надписи «Библиотека Императорского Института Экспериментальной Медицины открыта 21 февраля 1913 г. в память 300-летней годовщины царствования дома Романовых» и «Здание сооружено во время Попечительства Основателя Института Его Высочества Принца Александра Петровича Ольденбургского, при директоре В. В. Подвысоцком, на средства, пожертвованные бывшим директором Института С. И. Виноградским», на керамических досках, среди прочих, упомянуты Гиппократ, Аристотель, Мажанди, Бэр, Мюллер, Либих, Гельмгольц, Вирхов, Пастер, Геринг, Менделеев.
Перекрытия, столбы и перегородки здания сделаны из железобетона, балки открыты внутрь.
В 2006 году к зданию был пристроен второй корпус («утюг») книгохранилища по проекту мастерской В. А. Гаврилова, с историческим зданием он соединён стеклянным переходом. Сообщалось, что из-за этой постройки на историческом здании появились трещины. В 2013 году закончилась реставрация керамического убранства, выполненная ООО «Паллада».